# Puente Viejo de Molina de Aragón
El puente viejo o puente románico es un puente que cruza el río Gallo a su paso por la localidad guadalajareña de Molina de Aragón (España).

## Descripción
Se trata de un puente románico construido entre los siglos XII y XIII, época de la repoblación del burgo, que une el arrabal de San Francisco, donde se encuentra el Monasterio de San Francisco, con el casco histórico, frente a la Puerta de la Cava y junto a la Posada de los Comuneros. Cuenta con tres arcos escarzanos, siendo mayor el central de ellos. Está construido con sillares de piedra arenisca rojiza usadas en el pretil y los tajamanes que, con sus correspondientes apartaderos, separan los tres ojos en el lado del adarves y de pequeñas torrecillas en el lado opuesto.
A veces es llamado por los molineses como puente romano, aunque se trata de un puente medieval. Desde el puente comienza un paseo junto al río que lleva a la judería y la morería de la localidad. Su reparación fue ordenada y costeada por Felipe V cuando visitó la localidad. Fue restaurado por el Taller de Empleo de Molina de Aragón; se enlosó y se acentuó la giba, y se han colocado bolardos para impedir el paso de vehículos.